# Musée américain d'histoire naturelle
Le musée américain d'histoire naturelle (dont le nom officiel en anglais est American Museum of Natural History) est le principal musée d'histoire naturelle de la ville de New York, aux États-Unis, et aussi l'un des plus grands musées de la ville. Il est situé sur l'île de Manhattan dans le quartier de l'Upper West Side, au croisement de la 81e rue et Central Park West, face à Central Park.
Le musée, ouvert en décembre 1877, emploie plus de 1 200 personnes et finance chaque année une centaine d'expéditions scientifiques.

## Quelques chiffres
(D'après la brochure d'information du musée[Quand ?])
- 32 millions de spécimens et d'objets ;
- 3 millions de spécimens dans les collections de paléontologie des vertébrés ;
- 45 halls d'expositions permanentes ;
- 47 conservateurs et 200 chercheurs scientifiques ;
- 70 boursiers d'études supérieures et postdoctorales ;
- Deux laboratoires moléculaires ;
- Plus de 150 conférences, films, ateliers, démonstrations pour tout public chaque année.

## Histoire du musée et des collections
Créé en 1869, il est d'abord hébergé dans le bâtiment Arsenal de Central Park. En 1874, un terrain fut acquis à l'emplacement où il se trouve actuellement. La première partie a été construite dans un style néogothique, par Calvert Vaux et Jacob Wrey Mould, qui collaboraient avec Frederick Law Olmsted pour les structures de Central Park. L'aile sud est une réalisation néoromane en pierre brune de Josiah Cleaveland Cady, où l'on remarque l'influence de Henry Hobson Richardson. L'entrée en forme d'arc de triomphe romain, qui donne sur Central Park West, est l'œuvre de John Russell Pope et fut achevée en 1936. Elle débouche sur une grande basilique romane, où le visiteur est accueilli par le squelette d'un apatosaure qui défend son petit contre un allosaure.

## Collections permanentes

### Sciences naturelles
Le musée est connu pour ses collections de mammifères d'Afrique, d'Asie et d'Amérique du Nord, pour une reconstitution grandeur nature d'une baleine bleue suspendue dans le hall des océans, mais aussi une authentique pirogue de guerre haïda longue de vingt mètres, peinte et sculptée. On peut également y admirer le saphir Étoile de l'Inde (Star of India), qui est le plus gros saphir bleu du monde. Un étage complet est consacré à l'évolution des vertébrés, en présentant notamment l'histoire des dinosaures.
Les collections abritent plus de trente millions de spécimens, ses collections d'insectes et de fossiles sont parmi les plus riches du monde. Le musée est également un centre de recherche notamment en anthropologie, astronomie, entomologie et autres branches traitant des invertébrés, ornithologie, herpétologie, ichtyologie, mammalogie, minéralogie et en paléontologie des vertébrés.
- Faune :

Hall de la vie sous-marine ;
Mammifères nord-américains ;
Hall de la biodiversité ;
Petits mammifères ;
Oiseaux du monde ;
Mammifères africains (gorilles, gazelles, etc.) ;
Oiseaux d'océans ;
Primates ;
Reptiles et amphibiens.
- Amérique du Nord :

Forêts de l'Amérique du Nord : déserts, haute montagne, bayou, etc. ;
Environnement de l'État de New York ;
Mammifères de l'État de New York ;
Oiseaux de la ville de New York ;
Oiseaux d'Amérique du Nord.
- Minéralogie :

Hall des météorites ;
Hall des minéraux ;
Hall du souvenir Morgan (pierres précieuses).
- Anatomie :

Évolution et biologie humaine : hologrammes, squelettes, etc.

### Cultures et civilisations humaines
Les collections anthropologiques sont également remarquables :
- Peuples africains, asiatiques et du Pacifique ;
- Collections sur les peuples autochtones d'Amérique (Amérindiens) : Mexique, Amérique centrale et Amérique du Sud (Amazonie, Pérou).

## Bibliothèque
La bibliothèque du musée est riche de 485 000 volumes et dispose aussi d'un fonds important de photographies, de films et de manuscrits. Le musée fait paraître le mensuel Natural History Magazine qui recevait notamment les chroniques du paléontologue Stephen Jay Gould (1941-2002).

## Rose Center for Earth and Space
À côté du musée se trouve le Hayden Planetarium, qui fait maintenant partie du Rose Center for Earth and Space, installé dans un cube de verre conçu par James Stewart Polshek. La bibliothèque de cette partie du musée compte 10 000 volumes sur l'astronomie.
Le centre a ouvert en 2000 et offre aux visiteurs un voyage au cœur de l'univers. Le planétarium est le lieu d'une projection en 3D d'un spectacle sur le Big Bang et sur les différentes échelles du cosmos. Le narrateur du spectacle est l'acteur Liam Neeson (auparavant Whoopi Goldberg).

## Galerie

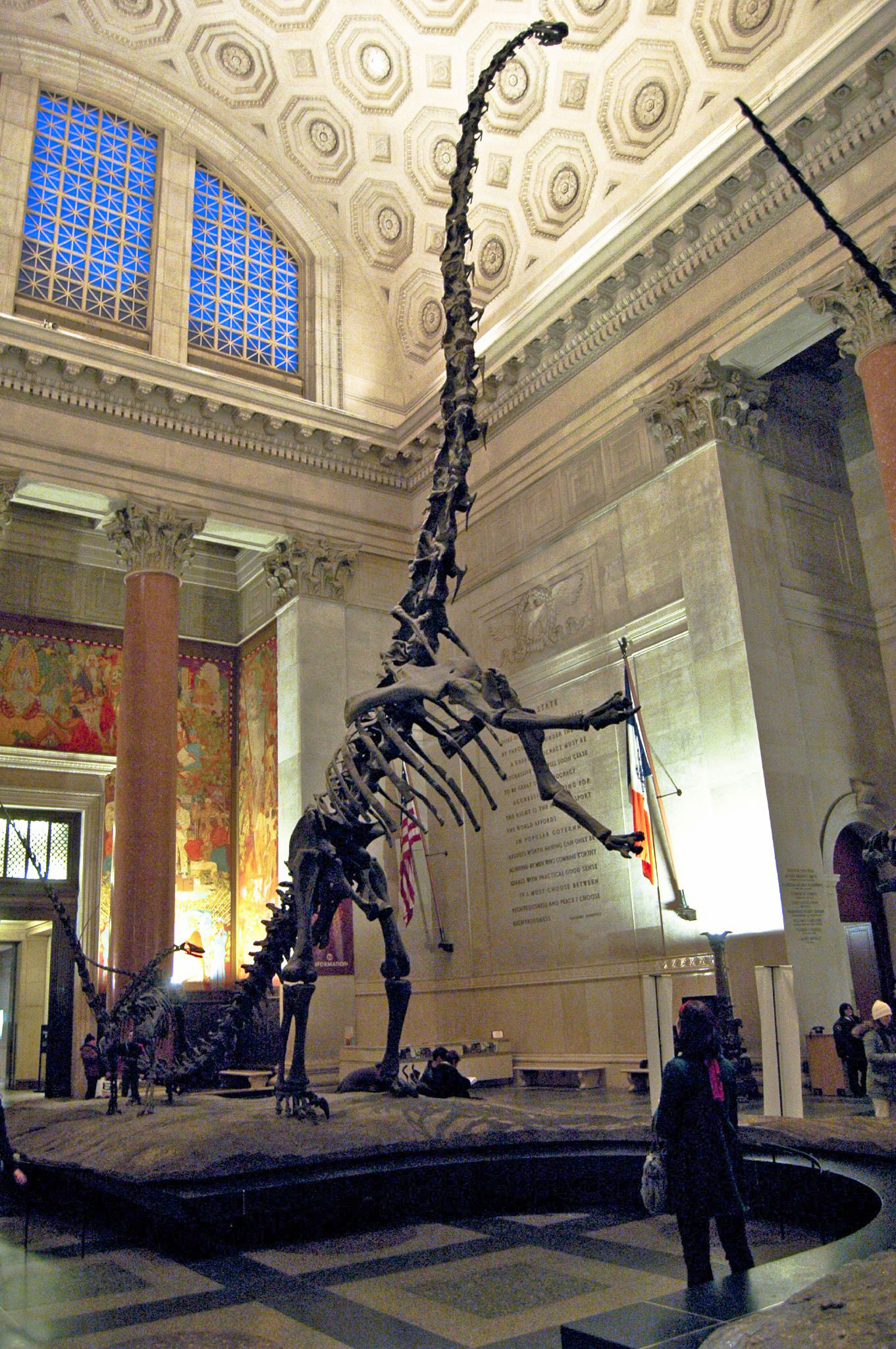
Le hall d'accueil.
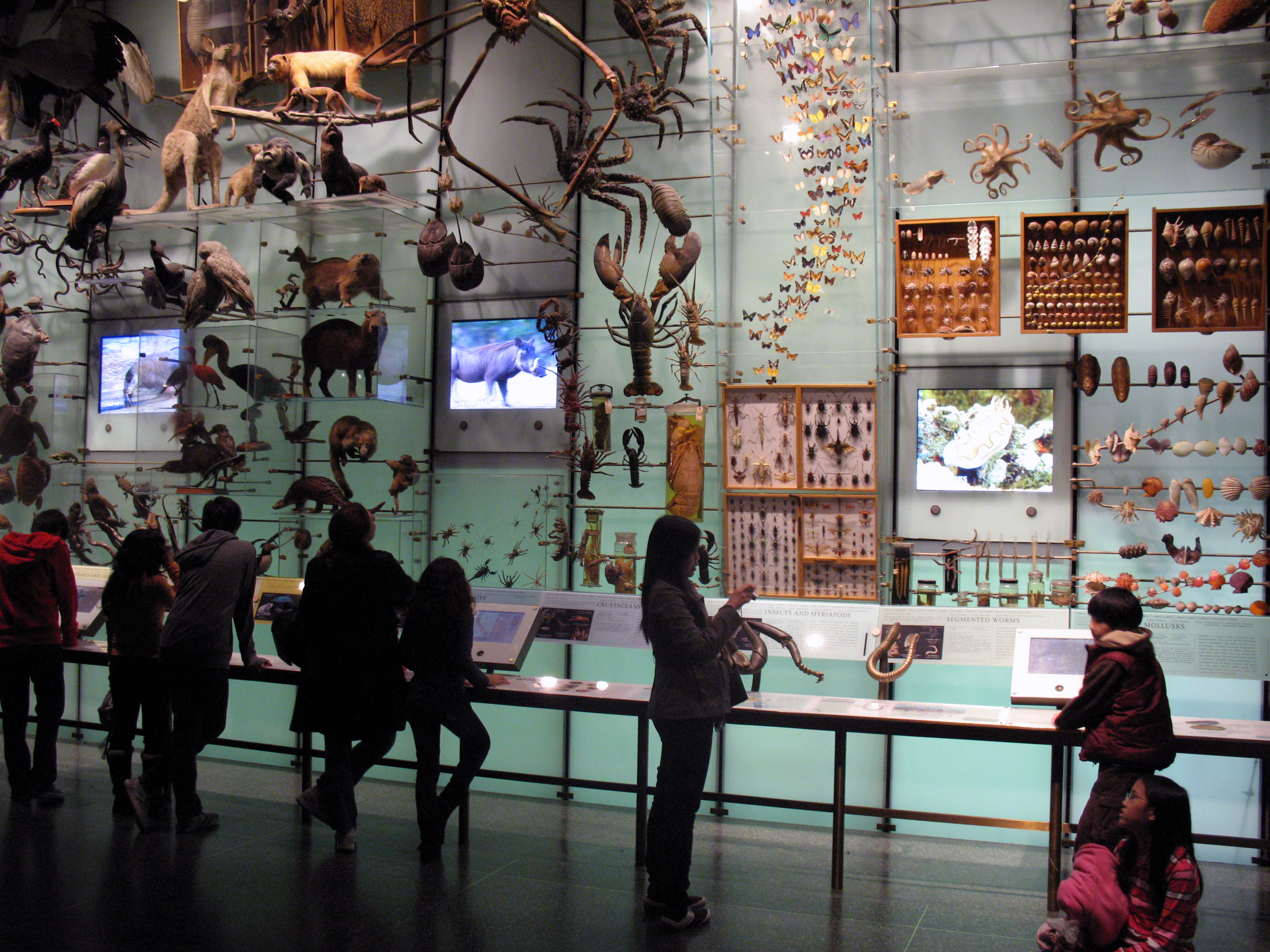
Le hall de la biodiversité.
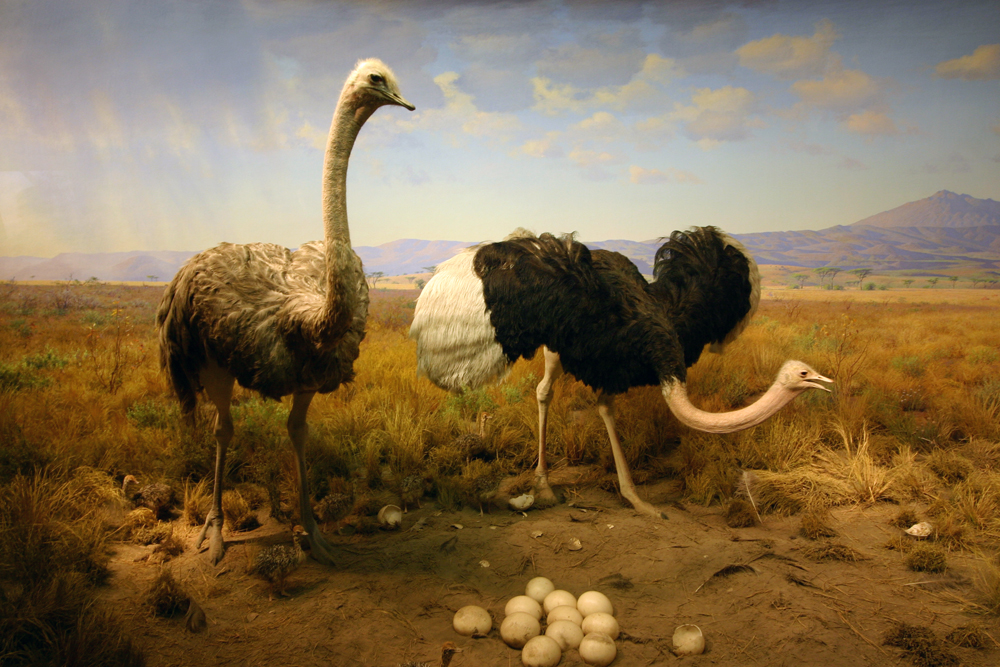
Une des vitrines.
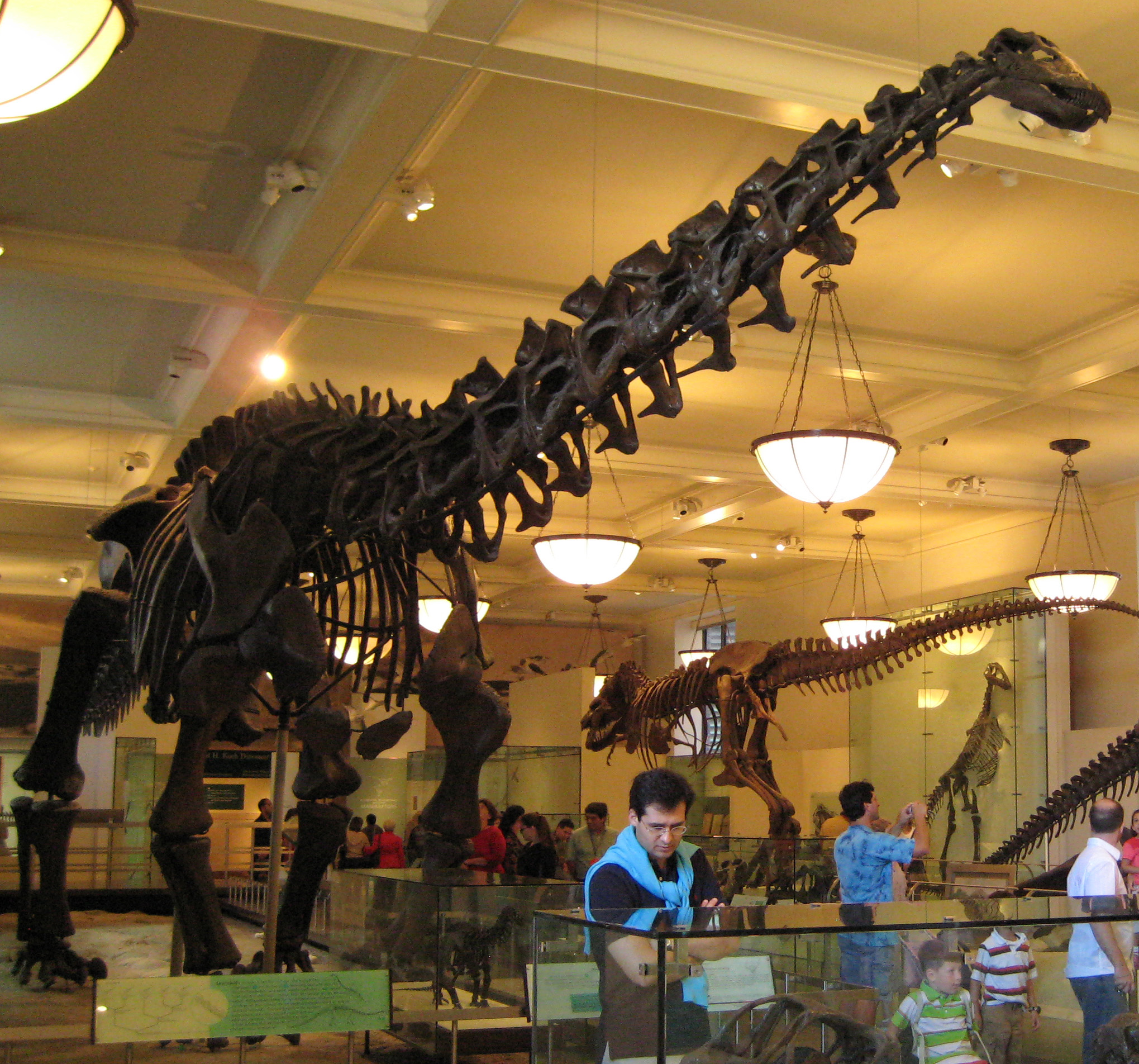
Section des fossiles.
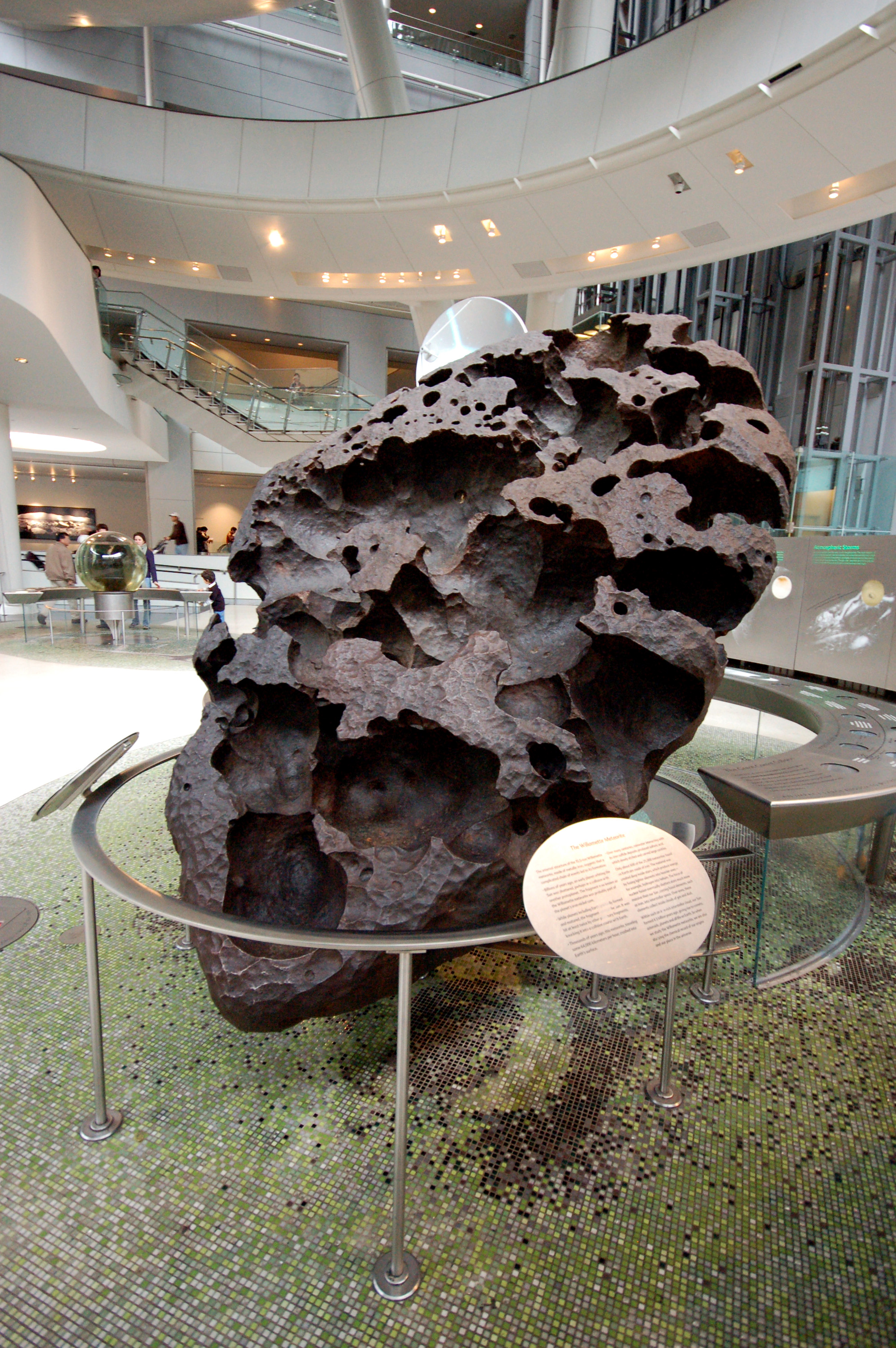
La météorite Willamette.
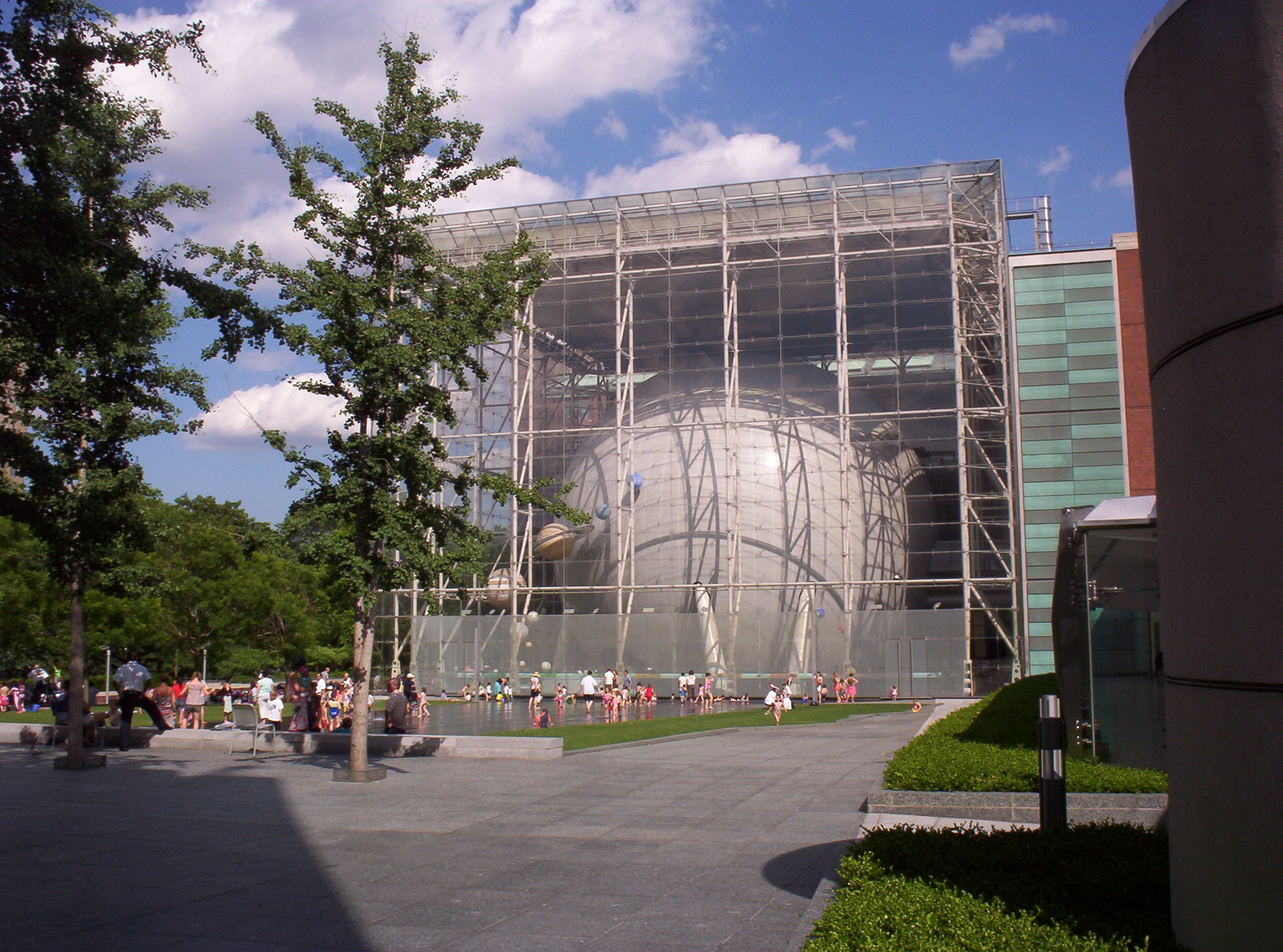
Le Hayden Planetarium.